# Interlands Fins voetbalelftal 1930-1939
Deze pagina toont een chronologisch en gedetailleerd overzicht van de interlands die het Fins voetbalelftal speelde in de periode 1930 – 1939.

## Interlands

### 1930
|                                                                               |                                                                          |       |                                   |                                                                             |
| 1 juni Noords Kampioenschap 1929/32 № 64 «onderlinge duels» 13:00 uur (UTC+1) | Noorwegen                                                                | 6 – 2 | Finland                           | Ullevaalstadion, Oslo Toeschouwers: 13.000 Scheidsrechter: Otto Remke (DEN) |
| 1 juni Noords Kampioenschap 1929/32 № 64 «onderlinge duels» 13:00 uur (UTC+1) | Harald Pettersen 12' Jørgen Juve 27', 42', 66' Morten Pettersen 30', 88' |       | 66' Sulo Saario 82' Gunnar Åström | Ullevaalstadion, Oslo Toeschouwers: 13.000 Scheidsrechter: Otto Remke (DEN) |

|                                                                                |                     |       |                                                                                                  |                                                                                    |
| 16 juni Noords Kampioenschap 1929/32 № 65 «onderlinge duels» 19:00 uur (UTC+2) | Finland             | 1 – 6 | Denemarken                                                                                       | Töölön Pallokenttä, Helsinki Toeschouwers: 6.500 Scheidsrechter: Carl Olsson (SWE) |
| 16 juni Noords Kampioenschap 1929/32 № 65 «onderlinge duels» 19:00 uur (UTC+2) | William Kanerva 88' |       | 1' Henry Hansen 13' Eyolf Kleven 17', 50' Kaj Uldaler 60' Svend Aage Eriksen 63' Pauli Jørgensen | Töölön Pallokenttä, Helsinki Toeschouwers: 6.500 Scheidsrechter: Carl Olsson (SWE) |

|                                                                        |                                                               |       |         |                                                                           |
| 4 augustus Vriendschappelijk № 66 «onderlinge duels» 18:00 uur (UTC+2) | Letland                                                       | 3 – 0 | Finland | JKS Stadions, Riga Toeschouwers: 3.000 Scheidsrechter: Georg Muntau (GER) |
| 4 augustus Vriendschappelijk № 66 «onderlinge duels» 18:00 uur (UTC+2) | Ērihs Pētersons 4' Arkādijs Pavlovs 46' Fricis Dambrēvics 69' |       |         | JKS Stadions, Riga Toeschouwers: 3.000 Scheidsrechter: Georg Muntau (GER) |

|                                                                        |                                                                                 |       |         |                                                                                    |
| 6 augustus Vriendschappelijk № 67 «onderlinge duels» 18:00 uur (UTC+2) | Estland                                                                         | 4 – 0 | Finland | Kadriorustadion, Tallinn Toeschouwers: 3.000 Scheidsrechter: Gustavs Krūmiņš (LVA) |
| 6 augustus Vriendschappelijk № 67 «onderlinge duels» 18:00 uur (UTC+2) | Friedrich Karm 21' Johannes Brenner 42' Johannes Brenner 67' Friedrich Karm 86' |       |         | Kadriorustadion, Tallinn Toeschouwers: 3.000 Scheidsrechter: Gustavs Krūmiņš (LVA) |

|                                                                                     |                                               |       |                                                 |                                                                                   |
| 28 september Noords Kampioenschap 1929/32 № 68 «onderlinge duels» 13:00 uur (UTC+2) | Finland                                       | 4 – 4 | Zweden                                          | Töölön Pallokenttä, Helsinki Toeschouwers: 7.152 Scheidsrechter: Otto Remke (DEN) |
| 28 september Noords Kampioenschap 1929/32 № 68 «onderlinge duels» 13:00 uur (UTC+2) | Lauri Lehtinen 9', 40', 41' Aulis Koponen 15' |       | 26', 53', 64' Bertil Karlsson 60' Åke Andersson | Töölön Pallokenttä, Helsinki Toeschouwers: 7.152 Scheidsrechter: Otto Remke (DEN) |

### 1931
|                                                                     |                                                       |       |                     |                                                                                        |
| 17 juni Vriendschappelijk № 69 «onderlinge duels» 19:00 uur (UTC+2) | Finland                                               | 3 – 1 | Estland             | Töölön Pallokenttä, Helsinki Toeschouwers: 3.851 Scheidsrechter: Ivar Gustafsson (SWE) |
| 17 juni Vriendschappelijk № 69 «onderlinge duels» 19:00 uur (UTC+2) | Olof Strömsten 2' Gunnar Åström 36' Gunnar Åström 44' |       | 53' Helmuth Räästas | Töölön Pallokenttä, Helsinki Toeschouwers: 3.851 Scheidsrechter: Ivar Gustafsson (SWE) |

|                                                                               |                                                                                  |       |                                       |                                                                                    |
| 3 juli Noords Kampioenschap 1929/32 № 70 «onderlinge duels» 19:00 uur (UTC+1) | Zweden                                                                           | 8 – 2 | Finland                               | Olympisch Stadion, Stockholm Toeschouwers: 20.000 Scheidsrechter: Otto Remke (DEN) |
| 3 juli Noords Kampioenschap 1929/32 № 70 «onderlinge duels» 19:00 uur (UTC+1) | Rolf Gardtman 12' Sune Zetterberg 18', 25', 30', 55' Evert Hansson 35', 65', 73' |       | 76' Nuutti Lintamo 86' Ernst Grönlund | Olympisch Stadion, Stockholm Toeschouwers: 20.000 Scheidsrechter: Otto Remke (DEN) |

|                                                                         |                                                         |       |         |                                                                                      |
| 19 augustus Vriendschappelijk № 71 «onderlinge duels» 18:30 uur (UTC+2) | Finland                                                 | 4 – 0 | Letland | Töölön Pallokenttä, Helsinki Toeschouwers: 3.500 Scheidsrechter: Heinrich Paal (EST) |
| 19 augustus Vriendschappelijk № 71 «onderlinge duels» 18:30 uur (UTC+2) | Ernst Grönlund 11', 23' Jarl Malmgren 15' Gunnar Åström |       |         | Töölön Pallokenttä, Helsinki Toeschouwers: 3.500 Scheidsrechter: Heinrich Paal (EST) |

|                                                                                    |                                                           |       |                                                                             |                                                                                   |
| 6 september Noords Kampioenschap 1929/32 № 72 «onderlinge duels» 15:15 uur (UTC+2) | Finland                                                   | 4 – 4 | Noorwegen                                                                   | Töölön Pallokenttä, Helsinki Toeschouwers: 700 Scheidsrechter: Knut Lensing (SWE) |
| 6 september Noords Kampioenschap 1929/32 № 72 «onderlinge duels» 15:15 uur (UTC+2) | William Kanerva 3' Holger Salin 5' Gunnar Åström 49', 75' |       | 9' Arne Børresen 24' Finn Johannesen 32' Morten Pettersen 56' Leif Børresen | Töölön Pallokenttä, Helsinki Toeschouwers: 700 Scheidsrechter: Knut Lensing (SWE) |

|                                                                                   |                                          |       |                                           |                                                                                          |
| 11 oktober Noords Kampioenschap 1929/32 № 73 «onderlinge duels» 13:30 uur (UTC+1) | Denemarken                               | 2 – 3 | Finland                                   | Københavns Idrætspark, Kopenhagen Toeschouwers: 22.000 Scheidsrechter: Ivan Eklind (SWE) |
| 11 oktober Noords Kampioenschap 1929/32 № 73 «onderlinge duels» 13:30 uur (UTC+1) | Kaj Uldaler 20' Jarl Malmgren 23' (e.d.) |       | 40', 77' Olof Strömsten 86' Gunnar Åström | Københavns Idrætspark, Kopenhagen Toeschouwers: 22.000 Scheidsrechter: Ivan Eklind (SWE) |

### 1932
|                                                                    |                                                                                         |       |                     |                                                                                      |
| 16 mei Vriendschappelijk № 74 «onderlinge duels» 14:00 uur (UTC+1) | Zweden                                                                                  | 7 – 1 | Finland             | Olympisch Stadion, Stockholm Toeschouwers: 20.500 Scheidsrechter: Per Andersen (NOR) |
| 16 mei Vriendschappelijk № 74 «onderlinge duels» 14:00 uur (UTC+1) | Sven Rydell 12', 20', 62' John Nilsson 30', 57' Erik Persson 34' Karl Erik Holmberg 85' |       | 10' William Kanerva | Olympisch Stadion, Stockholm Toeschouwers: 20.500 Scheidsrechter: Per Andersen (NOR) |

|                                                                                |                   |       |                                                          |                                                                                            |
| 10 juni Noords Kampioenschap 1929/32 № 75 «onderlinge duels» 15:30 uur (UTC+2) | Finland           | 1 – 3 | Zweden                                                   | Töölön Pallokenttä, Helsinki Toeschouwers: 8.000 Scheidsrechter: Thoralf Kristiansen (NOR) |
| 10 juni Noords Kampioenschap 1929/32 № 75 «onderlinge duels» 15:30 uur (UTC+2) | Ernst Grönlund 3' |       | 2' John Nilsson 51' Rolf Gardtman 64' Karl Erik Holmberg | Töölön Pallokenttä, Helsinki Toeschouwers: 8.000 Scheidsrechter: Thoralf Kristiansen (NOR) |

|                                                                                |                          |       |                    |                                                                              |
| 17 juni Noords Kampioenschap 1929/32 № 76 «onderlinge duels» 19:30 uur (UTC+1) | Noorwegen                | 2 – 1 | Finland            | Ullevaalstadion, Oslo Toeschouwers: 18.000 Scheidsrechter: Carl Olsson (SWE) |
| 17 juni Noords Kampioenschap 1929/32 № 76 «onderlinge duels» 19:30 uur (UTC+1) | Finn Johannesen 20', 51' |       | 35' Ernst Grönlund | Ullevaalstadion, Oslo Toeschouwers: 18.000 Scheidsrechter: Carl Olsson (SWE) |

|                                                                    |                   |       |                                             |                                                                                            |
| 1 juli Vriendschappelijk № 77 «onderlinge duels» 19:00 uur (UTC+2) | Finland           | 1 – 4 | Duitsland                                   | Töölön Pallokenttä, Helsinki Toeschouwers: 3.917 Scheidsrechter: John Erik Andersson (SWE) |
| 1 juli Vriendschappelijk № 77 «onderlinge duels» 19:00 uur (UTC+2) | Gunnar Åström 14' |       | 7', 80', 81' Richard Hofmann 77' Willi Rutz | Töölön Pallokenttä, Helsinki Toeschouwers: 3.917 Scheidsrechter: John Erik Andersson (SWE) |

|                                                                         |         |                                                      |         |                                                                                    |
| 18 augustus Vriendschappelijk № 78 «onderlinge duels» 18:30 uur (UTC+2) | Estland | 0 – 3                                                | Finland | Kadriorustadion, Tallinn Toeschouwers: 5.000 Scheidsrechter: Alfrēds Lazdiņš (LVA) |
| 18 augustus Vriendschappelijk № 78 «onderlinge duels» 18:30 uur (UTC+2) |         | 9' Holger Salin 25' Jarl Malmgren 37' Nuutti Lintamo |         | Kadriorustadion, Tallinn Toeschouwers: 5.000 Scheidsrechter: Alfrēds Lazdiņš (LVA) |

|                                                                                    |                                                |       |                          |                                                                                      |
| 30 augustus Noords Kampioenschap 1929/32 № 79 «onderlinge duels» 18:00 uur (UTC+2) | Finland                                        | 4 – 2 | Denemarken               | Töölön Pallokenttä, Helsinki Toeschouwers: 7.500 Scheidsrechter: Elias Englund (SWE) |
| 30 augustus Noords Kampioenschap 1929/32 № 79 «onderlinge duels» 18:00 uur (UTC+2) | Jarl Malmgren 26', 55' Nuutti Lintamo 35', 70' |       | 19', 63' Pauli Jørgensen | Töölön Pallokenttä, Helsinki Toeschouwers: 7.500 Scheidsrechter: Elias Englund (SWE) |

### 1933
|                                                                                |                                  |       |         |                                                                                      |
| 14 juli Noords Kampioenschap 1933/36 № 80 «onderlinge duels» 19:00 uur (UTC+1) | Zweden                           | 2 – 0 | Finland | Olympisch Stadion, Stockholm Toeschouwers: 15.246 Scheidsrechter: Peter Yssing (DEN) |
| 14 juli Noords Kampioenschap 1933/36 № 80 «onderlinge duels» 19:00 uur (UTC+1) | Knut Kroon 58' Lennart Bunke 86' |       |         | Olympisch Stadion, Stockholm Toeschouwers: 15.246 Scheidsrechter: Peter Yssing (DEN) |

|                                                                        | |       |                                                |                                                                                      |
| 9 augustus Vriendschappelijk № 81 «onderlinge duels» 18:30 uur (UTC+2) | Finland | 9 – 2 | Litouwen                                       | Töölön Pallokenttä, Helsinki Toeschouwers: 3.196 Scheidsrechter: Voldemar Rõks (EST) |
| 9 augustus Vriendschappelijk № 81 «onderlinge duels» 18:30 uur (UTC+2) | Gunnar Åström 2', 70' Max Viinioksa 7' Ernst Grönlund 19', 62' Eero Ronkanen 32', 56' Leo Karjagin 41' Leo Karjagin 83' |       | 4' Zigmas Sabaliauskas 87' Zigmas Sabaliauskas | Töölön Pallokenttä, Helsinki Toeschouwers: 3.196 Scheidsrechter: Voldemar Rõks (EST) |

|                                                                         |                                             |       |                 |                                                                                         |
| 16 augustus Vriendschappelijk № 82 «onderlinge duels» 18:15 uur (UTC+2) | Finland                                     | 2 – 1 | Estland         | Töölön Pallokenttä, Helsinki Toeschouwers: 3.950 Scheidsrechter: Ragnar Bäckström (SWE) |
| 16 augustus Vriendschappelijk № 82 «onderlinge duels» 18:15 uur (UTC+2) | Kurt Weckström 48' Eugen Einmann 65' (e.d.) |       | 39' Viktor Ader | Töölön Pallokenttä, Helsinki Toeschouwers: 3.950 Scheidsrechter: Ragnar Bäckström (SWE) |

|                                                                                    |                   |       |                                                                      |                                                                                      |
| 3 september Noords Kampioenschap 1933/36 № 83 «onderlinge duels» 13:00 uur (UTC+2) | Finland           | 1 – 5 | Noorwegen                                                            | Töölön Pallokenttä, Helsinki Toeschouwers: 6.271 Scheidsrechter: Gustaf Ekberg (SWE) |
| 3 september Noords Kampioenschap 1933/36 № 83 «onderlinge duels» 13:00 uur (UTC+2) | Gunnar Åström 32' |       | 20', 36', 46' Jørgen Juve 49' (e.d.) Max Viinioksa 83' Sverre Hansen | Töölön Pallokenttä, Helsinki Toeschouwers: 6.271 Scheidsrechter: Gustaf Ekberg (SWE) |

|                                                                                  |                                  |       |         |                                                                                                  |
| 8 oktober Noords Kampioenschap 1933/36 № 84 «onderlinge duels» 13:30 uur (UTC+1) | Denemarken                       | 2 – 0 | Finland | Københavns Idrætspark, Kopenhagen Toeschouwers: 24.000 Scheidsrechter: Thoralf Kristiansen (NOR) |
| 8 oktober Noords Kampioenschap 1933/36 № 84 «onderlinge duels» 13:30 uur (UTC+1) | Georg Taarup 30' Kaj Uldaler 57' |       |         | Københavns Idrætspark, Kopenhagen Toeschouwers: 24.000 Scheidsrechter: Thoralf Kristiansen (NOR) |

### 1934
|                                                                               |                   |       |                                     |                                                                                        |
| 3 juli Noords Kampioenschap 1933/36 № 85 «onderlinge duels» 19:00 uur (UTC+2) | Finland           | 2 – 1 | Denemarken                          | Töölön Pallokenttä, Helsinki Toeschouwers: 5.722 Scheidsrechter: Georg Wittboldt (SWE) |
| 3 juli Noords Kampioenschap 1933/36 № 85 «onderlinge duels» 19:00 uur (UTC+2) | Lauri Taipale 19' |       | 30' Carl Lundsteen 63' Holger Salin | Töölön Pallokenttä, Helsinki Toeschouwers: 5.722 Scheidsrechter: Georg Wittboldt (SWE) |

|                                                                                             |                     |       |                   |                                                                                     |
| 8 augustus Vriendschappelijk Turaani Turniir 1934 № 86 «onderlinge duels» 18:30 uur (UTC+2) | Estland             | 1 – 1 | Finland           | Kadriorustadion, Tallinn Toeschouwers: 5.000 Scheidsrechter: Ragnar Bäckström (SWE) |
| 8 augustus Vriendschappelijk Turaani Turniir 1934 № 86 «onderlinge duels» 18:30 uur (UTC+2) | Georg Siimenson 60' |       | 20' Lauri Taipale | Kadriorustadion, Tallinn Toeschouwers: 5.000 Scheidsrechter: Ragnar Bäckström (SWE) |

|                                                                                             |                                                           |       |                                                  |                                                                                     |
| 9 augustus Vriendschappelijk Turaani Turniir 1934 № 87 «onderlinge duels» 18:30 uur (UTC+2) | Finland                                                   | 4 – 3 | Hongarije                                        | Kadriorustadion, Tallinn Toeschouwers: 3.000 Scheidsrechter: Ragnar Bäckström (SWE) |
| 9 augustus Vriendschappelijk Turaani Turniir 1934 № 87 «onderlinge duels» 18:30 uur (UTC+2) | Lauri Taipale 13' Yrjö Kylmälä 30' Jarl Malmgren 71', 73' |       | Béla Bihámy 11' Gyula Kiss 30' László Keszei 88' | Kadriorustadion, Tallinn Toeschouwers: 3.000 Scheidsrechter: Ragnar Bäckström (SWE) |

|                                                                         |                       |       |                  |                                                                                    |
| 14 augustus Vriendschappelijk № 88 «onderlinge duels» 18:00 uur (UTC+2) | Letland               | 1 – 1 | Finland          | JKS stadions, Riga Toeschouwers: 3.000 Scheidsrechter: Valerijonas Balčiūnas (LTU) |
| 14 augustus Vriendschappelijk № 88 «onderlinge duels» 18:00 uur (UTC+2) | Aleksandrs Priede 59' |       | 78' Yrjö Kylmälä | JKS stadions, Riga Toeschouwers: 3.000 Scheidsrechter: Valerijonas Balčiūnas (LTU) |

|                                                                         |                          |       |         |                                                                                       |
| 16 augustus Vriendschappelijk № 89 «onderlinge duels» 17:00 uur (UTC+2) | Litouwen                 | 1 – 0 | Finland | Kariuomenės Stadionas, Kaunas Toeschouwers: 5.000 Scheidsrechter: Juris Rēdlihs (LVA) |
| 16 augustus Vriendschappelijk № 89 «onderlinge duels» 17:00 uur (UTC+2) | Henrikas Kersnauskas 57' |       |         | Kariuomenės Stadionas, Kaunas Toeschouwers: 5.000 Scheidsrechter: Juris Rēdlihs (LVA) |

|                                                                                    |                                                              |       |                                     |                                                                               |
| 2 september Noords Kampioenschap 1933/36 № 90 «onderlinge duels» 13:15 uur (UTC+1) | Noorwegen                                                    | 4 – 2 | Finland                             | Ullevaalstadion, Oslo Toeschouwers: 15.000 Scheidsrechter: Einer Ulrich (DEN) |
| 2 september Noords Kampioenschap 1933/36 № 90 «onderlinge duels» 13:15 uur (UTC+1) | Sverre Berglie 15', 21' Reidar Kvammen 24' Sverre Hansen 26' |       | 27' Abbe Lönnberg 67' Abbe Lönnberg | Ullevaalstadion, Oslo Toeschouwers: 15.000 Scheidsrechter: Einer Ulrich (DEN) |

|                                                                                     |                                                                 |       |                                           |                                                                                    |
| 23 september Noords Kampioenschap 1933/36 № 91 «onderlinge duels» 14:15 uur (UTC+2) | Finland                                                         | 5 – 4 | Zweden                                    | Töölön Pallokenttä, Helsinki Toeschouwers: 10.443 Scheidsrechter: Otto Remke (DEN) |
| 23 september Noords Kampioenschap 1933/36 № 91 «onderlinge duels» 14:15 uur (UTC+2) | Aulis Koponen 2', 21' Nuutti Lintamo 33', 50' Gunnar Åström 49' |       | 6', 42', 87' Erik Persson 59' Tore Keller | Töölön Pallokenttä, Helsinki Toeschouwers: 10.443 Scheidsrechter: Otto Remke (DEN) |

### 1935
|                                                                    |                                                                       |       |                     |                                                                                    |
| 6 juni Vriendschappelijk № 92 «onderlinge duels» 19:00 uur (UTC+2) | Finland                                                               | 4 – 1 | Letland             | Töölön Pallokenttä, Helsinki Toeschouwers: 4.000 Scheidsrechter: Ivan Eklind (SWE) |
| 6 juni Vriendschappelijk № 92 «onderlinge duels» 19:00 uur (UTC+2) | William Kanerva 50' (pen.) Kurt Weckström 60', 65' Nuutti Lintamo 85' |       | 25' Iļja Vestermans | Töölön Pallokenttä, Helsinki Toeschouwers: 4.000 Scheidsrechter: Ivan Eklind (SWE) |

|                                                                                |                                  |       |                         |                                                                                             |
| 12 juni Noords Kampioenschap 1933/36 № 93 «onderlinge duels» 19:15 uur (UTC+1) | Zweden                           | 2 – 2 | Finland                 | Olympisch Stadion, Stockholm Toeschouwers: 14.500 Scheidsrechter: Thoralf Kristiansen (NOR) |
| 12 juni Noords Kampioenschap 1933/36 № 93 «onderlinge duels» 19:15 uur (UTC+1) | Erik Persson 46' Arne Nyberg 80' |       | 11', 70' Kurt Weckström | Olympisch Stadion, Stockholm Toeschouwers: 14.500 Scheidsrechter: Thoralf Kristiansen (NOR) |

|                                                                        |                       |       |                                       |                                                                                    |
| 7 augustus Vriendschappelijk № 94 «onderlinge duels» 18:30 uur (UTC+2) | Finland               | 2 – 2 | Estland                               | Töölön Pallokenttä, Helsinki Toeschouwers: 4.359 Scheidsrechter: Otto Olsson (SWE) |
| 7 augustus Vriendschappelijk № 94 «onderlinge duels» 18:30 uur (UTC+2) | Pentti Larvo 38', 85' |       | 29' Heinrich Uukkivi 52' Eduard Eelma | Töölön Pallokenttä, Helsinki Toeschouwers: 4.359 Scheidsrechter: Otto Olsson (SWE) |

|                                                                         |                                                      |       |         |                                                                                           |
| 18 augustus Vriendschappelijk № 95 «onderlinge duels» 16:00 uur (UTC+1) | Duitsland                                            | 6 – 0 | Finland | Heinrich-Zisch-Stadion, München Toeschouwers: 35.000 Scheidsrechter: Bruno Pfützner (TCH) |
| 18 augustus Vriendschappelijk № 95 «onderlinge duels» 16:00 uur (UTC+1) | Ernst Lehner 3', 30', 56' Edmund Conen 43', 46', 75' |       |         | Heinrich-Zisch-Stadion, München Toeschouwers: 35.000 Scheidsrechter: Bruno Pfützner (TCH) |

|                                                                                    |                  |       |                                                             |                                                                                        |
| 8 september Noords Kampioenschap 1933/36 № 96 «onderlinge duels» 13:00 uur (UTC+1) | Finland          | 1 – 5 | Noorwegen                                                   | Töölön Pallokenttä, Helsinki Toeschouwers: 6.557 Scheidsrechter: Ivar Gustafsson (SWE) |
| 8 september Noords Kampioenschap 1933/36 № 96 «onderlinge duels» 13:00 uur (UTC+1) | Pentti Larvo 28' |       | 23', 52', 62' Odd Hoel 68' Carl Jamissen 88' Reidar Kvammen | Töölön Pallokenttä, Helsinki Toeschouwers: 6.557 Scheidsrechter: Ivar Gustafsson (SWE) |

|                                                                                  |                                               |       |                                                       |                                                                                           |
| 6 oktober Noords Kampioenschap 1933/36 № 97 «onderlinge duels» 13:30 uur (UTC+1) | Denemarken                                    | 5 – 1 | Finland                                               | Københavns Idrætspark, Denemarken Toeschouwers: .000 Scheidsrechter: John Johansson (SWE) |
| 6 oktober Noords Kampioenschap 1933/36 № 97 «onderlinge duels» 13:30 uur (UTC+1) | Eigil Thielsen 8' Kaj Uldaler 37', 41' (pen.) |       | 48' Ernst Grönlund 51' Knud Sørensen 59' Eyolf Kleven | Københavns Idrætspark, Denemarken Toeschouwers: .000 Scheidsrechter: John Johansson (SWE) |

### 1936
|                                                                                |                  |       |                                                          |                                                                                       |
| 30 juni Noords Kampioenschap 1933/36 № 98 «onderlinge duels» 19:00 uur (UTC+2) | Finland          | 1 – 4 | Denemarken                                               | Töölön Pallokenttä, Helsinki Toeschouwers: 8.357 Scheidsrechter: Sölve Flisberg (SWE) |
| 30 juni Noords Kampioenschap 1933/36 № 98 «onderlinge duels» 19:00 uur (UTC+2) | Holger Salin 17' |       | 65', 81' Pauli Jørgensen 77' Eyolf Kleven 89' Kaj Hansen | Töölön Pallokenttä, Helsinki Toeschouwers: 8.357 Scheidsrechter: Sölve Flisberg (SWE) |

| Olympische Spelen 1936 |
| ---------------------- |

|                                                                                     |                                                       |       |                                                                |                                                                                                |
| 6 augustus Olympische Spelen Eerste ronde № 99 «onderlinge duels» 17:30 uur (UTC+1) | Peru                                                  | 7 – 3 | Finland                                                        | Stadion am Gesundbrunnen, Berlijn Toeschouwers: 2.500 Scheidsrechter: Rinaldo Barlassina (ITA) |
| 6 augustus Olympische Spelen Eerste ronde № 99 «onderlinge duels» 17:30 uur (UTC+1) | Fernández 17', 33', 47', 49', 70' Villanueva 21', 67' |       | 42' (pen.) William Kanerva 75' Ernst Grönlund 80' Pentti Larvo | Stadion am Gesundbrunnen, Berlijn Toeschouwers: 2.500 Scheidsrechter: Rinaldo Barlassina (ITA) |

|  |  |  |  |  |  |  |  |  |

|                                                                          |                                          |       |                                       |                                                                                     |
| 20 augustus Vriendschappelijk № 100 «onderlinge duels» 18:00 uur (UTC+2) | Estland                                  | 2 – 2 | Finland                               | Kadriorustadion, Tallinn Toeschouwers: 4.500 Scheidsrechter: Ragnar Bäckström (SWE) |
| 20 augustus Vriendschappelijk № 100 «onderlinge duels» 18:00 uur (UTC+2) | Heinrich Uukkivi 63' Richard Kuremaa 69' |       | 36' Ernst Grönlund 64' Kurt Weckström | Kadriorustadion, Tallinn Toeschouwers: 4.500 Scheidsrechter: Ragnar Bäckström (SWE) |

|                                                                                     |           |                                      |         |                                                                             |
| 6 september Noords Kampioenschap 1933/36 № 101 «onderlinge duels» 13:15 uur (UTC+1) | Noorwegen | 0 – 2                                | Finland | Ullevaalstadion, Oslo Toeschouwers: 17.000 Scheidsrechter: Otto Remke (DEN) |
| 6 september Noords Kampioenschap 1933/36 № 101 «onderlinge duels» 13:15 uur (UTC+1) |           | 3' Kurt Weckström 48' Aatos Lehtonen |         | Ullevaalstadion, Oslo Toeschouwers: 17.000 Scheidsrechter: Otto Remke (DEN) |

|                                                                                      |                            |       |                                       |                                                                                         |
| 27 september Noords Kampioenschap 1933/36 № 102 «onderlinge duels» 13:00 uur (UTC+2) | Finland                    | 1 – 2 | Zweden                                | Töölön Pallokenttä, Helsinki Toeschouwers: 11.922 Scheidsrechter: Kolbjørn Dæhlen (NOR) |
| 27 september Noords Kampioenschap 1933/36 № 102 «onderlinge duels» 13:00 uur (UTC+2) | William Kanerva 85' (pen.) |       | 44' Sven Jonasson 50' Bertil Ericsson | Töölön Pallokenttä, Helsinki Toeschouwers: 11.922 Scheidsrechter: Kolbjørn Dæhlen (NOR) |

### 1937
|                                                                     |         | |          |                                                                                     |
| 20 mei Vriendschappelijk № 103 «onderlinge duels» 18:30 uur (UTC+2) | Finland | 0 – 8 | Engeland | Töölön Pallokenttä, Helsinki Toeschouwers: 9.533 Scheidsrechter: Rudolf Eklöw (SWE) |
| 20 mei Vriendschappelijk № 103 «onderlinge duels» 18:30 uur (UTC+2) |         | 6' Alf Kirchen 27', 56' Joe Payne 36', 52' Freddie Steele 44' Joe Johnson 75' Ken Willingham 87' Jackie Robinson |          | Töölön Pallokenttä, Helsinki Toeschouwers: 9.533 Scheidsrechter: Rudolf Eklöw (SWE) |

| |                                                            |       |         |                                                                                  |
| 16 juni WK 1938 kwalificatie / Noords Kampioenschap 1937/47 № 104 «onderlinge duels» 19:00 uur (UTC+1) | Zweden                                                     | 4 – 0 | Finland | Råsundastadion, Solna Toeschouwers: 19.574 Scheidsrechter: Kolbjørn Dæhlen (NOR) |
| 16 juni WK 1938 kwalificatie / Noords Kampioenschap 1937/47 № 104 «onderlinge duels» 19:00 uur (UTC+1) | Lennart Bunke 60', 82' Erik Persson 65' Kurt Svanström 68' |       |         | Råsundastadion, Solna Toeschouwers: 19.574 Scheidsrechter: Kolbjørn Dæhlen (NOR) |

|                                                                         |         |                                 |           |                                                                                   |
| 29 juni WK 1938 kwalificatie № 105 «onderlinge duels» 19:00 uur (UTC+2) | Finland | 0 – 2                           | Duitsland | Töölön Pallokenttä, Helsinki Toeschouwers: 6.619 Scheidsrechter: Otto Remke (DEN) |
| 29 juni WK 1938 kwalificatie № 105 «onderlinge duels» 19:00 uur (UTC+2) |         | 6' Ernst Lehner 60' Adolf Urban |           | Töölön Pallokenttä, Helsinki Toeschouwers: 6.619 Scheidsrechter: Otto Remke (DEN) |

|                                                                             |         |                     |         |                                                                            |
| 19 augustus WK 1938 kwalificatie № 106 «onderlinge duels» 18:00 uur (UTC+2) | Finland | 0 – 1               | Estland | Urheilupuisto, Turku Toeschouwers: 4.797 Scheidsrechter: Ivan Eklind (SWE) |
| 19 augustus WK 1938 kwalificatie № 106 «onderlinge duels» 18:00 uur (UTC+2) |         | 56' Richard Kuremaa |         | Urheilupuisto, Turku Toeschouwers: 4.797 Scheidsrechter: Ivan Eklind (SWE) |

|                                                                                     |         |                                     |           |                                                                                       |
| 5 september Noords Kampioenschap 1937/47 № 107 «onderlinge duels» 12:30 uur (UTC+2) | Finland | 0 – 2                               | Noorwegen | Töölön Pallokenttä, Helsinki Toeschouwers: 7.881 Scheidsrechter: Sölve Flisberg (SWE) |
| 5 september Noords Kampioenschap 1937/47 № 107 «onderlinge duels» 12:30 uur (UTC+2) |         | 21' Alf Martinsen 53' Alf Martinsen |           | Töölön Pallokenttä, Helsinki Toeschouwers: 7.881 Scheidsrechter: Sölve Flisberg (SWE) |

|                                                                                    |                                      |       |                 |                                                                                            |
| 17 oktober Noords Kampioenschap 1937/47 № 108 «onderlinge duels» 13:30 uur (UTC+1) | Denemarken                           | 2 – 1 | Finland         | Københavns Idrætspark, Denemarken Toeschouwers: 27.000 Scheidsrechter: Alfred Birlem (GER) |
| 17 oktober Noords Kampioenschap 1937/47 № 108 «onderlinge duels» 13:30 uur (UTC+1) | Knud Andersen 48' Alex Friedmann 58' |       | 24' Eino Mäkelä | Københavns Idrætspark, Denemarken Toeschouwers: 27.000 Scheidsrechter: Alfred Birlem (GER) |

### 1938
|                                                                      |                                           |       |         |                                                                                |
| 15 juni Vriendschappelijk № 109 «onderlinge duels» 19:30 uur (UTC+1) | Zweden                                    | 2 – 0 | Finland | Råsundastadion, Solna Toeschouwers: 11.044 Scheidsrechter: Oscar Carlsen (NOR) |
| 15 juni Vriendschappelijk № 109 «onderlinge duels» 19:30 uur (UTC+1) | Floyd Lagerkrantz 9' Gunnar Bergström 70' |       |         | Råsundastadion, Solna Toeschouwers: 11.044 Scheidsrechter: Oscar Carlsen (NOR) |

|                                                                                 | |       |         |                                                                                   |
| 17 juni Noords Kampioenschap 1937/47 № 110 «onderlinge duels» 19:30 uur (UTC+1) | Noorwegen | 9 – 0 | Finland | Ullevaalstadion, Oslo Toeschouwers: 28.000 Scheidsrechter: Valdemar Laursen (DEN) |
| 17 juni Noords Kampioenschap 1937/47 № 110 «onderlinge duels» 19:30 uur (UTC+1) | Magnar Isaksen 3' Arne Brustad 11' Reidar Kvammen 17' (pen.) Arne Brustad 22' Arne Brustad 25' Arne Brustad 33' Reidar Kvammen 51' Torkild Andersen 67' Trygve Arnesen 70' |       |         | Ullevaalstadion, Oslo Toeschouwers: 28.000 Scheidsrechter: Valdemar Laursen (DEN) |

|                                                                                |                                        |       |                                                                 |                                                                                     |
| 4 juli Noords Kampioenschap 1937/47 № 111 «onderlinge duels» 19:00 uur (UTC+2) | Finland                                | 2 – 4 | Zweden                                                          | Olympisch Stadion, Helsinki Toeschouwers: 15.366 Scheidsrechter: Peco Bauwens (GER) |
| 4 juli Noords Kampioenschap 1937/47 № 111 «onderlinge duels» 19:00 uur (UTC+2) | Nuutti Lintamo 2' Holger Granström 37' |       | 27', 67' Floyd Lagerkrantz 51' Gunnar Bergström 74' Arne Nyberg | Olympisch Stadion, Helsinki Toeschouwers: 15.366 Scheidsrechter: Peco Bauwens (GER) |

|                                                                          |                     |       |                                                         |                                                                               |
| 17 augustus Vriendschappelijk № 112 «onderlinge duels» 17:30 uur (UTC+2) | Estland             | 1 – 3 | Finland                                                 | Kadriorustadion, Tallinn Toeschouwers: 6.000 Scheidsrechter: Karl Brust (GER) |
| 17 augustus Vriendschappelijk № 112 «onderlinge duels» 17:30 uur (UTC+2) | Georg Siimenson 39' |       | 27' Kurt Weckström 85' Pentti Eronen 87' Aatos Lehtonen | Kadriorustadion, Tallinn Toeschouwers: 6.000 Scheidsrechter: Karl Brust (GER) |

|                                                                                     |                                       |       |                   |                                                                                      |
| 31 augustus Noords Kampioenschap 1937/47 № 113 «onderlinge duels» 18:00 uur (UTC+2) | Finland                               | 2 – 1 | Denemarken        | Töölön Pallokenttä, Helsinki Toeschouwers: 11.368 Scheidsrechter: Rudolf Eklöw (SWE) |
| 31 augustus Noords Kampioenschap 1937/47 № 113 «onderlinge duels» 18:00 uur (UTC+2) | Nuutti Lintamo 15' Aatos Lehtonen 46' |       | 59' Arne Sørensen | Töölön Pallokenttä, Helsinki Toeschouwers: 11.368 Scheidsrechter: Rudolf Eklöw (SWE) |

|                                                                           |                                                          |       |                            |                                                                                    |
| 18 september Vriendschappelijk № 114 «onderlinge duels» 14:00 uur (UTC+2) | Finland                                                  | 3 – 1 | Litouwen                   | Olympisch Stadion, Helsinki Toeschouwers: 6.457 Scheidsrechter: Eduard Eelma (EST) |
| 18 september Vriendschappelijk № 114 «onderlinge duels» 14:00 uur (UTC+2) | Aatos Lehtonen 30' Aatos Lehtonen 56' Aatos Lehtonen 75' |       | 16' Voldemaras Jaškevičius | Olympisch Stadion, Helsinki Toeschouwers: 6.457 Scheidsrechter: Eduard Eelma (EST) |

### 1939
|                                                                                |                                                                         |       |                          |                                                                                          |
| 9 juni Noords Kampioenschap 1937/47 № 115 «onderlinge duels» 19:30 uur (UTC+1) | Zweden                                                                  | 5 – 1 | Finland                  | Råsundastadion, Solna Toeschouwers: 16.989 Scheidsrechter: Reidar Randers Johansen (NOR) |
| 9 juni Noords Kampioenschap 1937/47 № 115 «onderlinge duels» 19:30 uur (UTC+1) | Åke Andersson 13' Erik Persson 30', 64', 67' Karl Erik Grahn 35' (pen.) |       | 10' (e.d.) Harry Nilsson | Råsundastadion, Solna Toeschouwers: 16.989 Scheidsrechter: Reidar Randers Johansen (NOR) |

|                                                                                                  |                                                                       |       |         |                                                                                           |
| 15 juni Toernooi 50-jarig jubileum Deense voetbalbond № 116 «onderlinge duels» 19:00 uur (UTC+1) | Denemarken                                                            | 5 – 0 | Finland | Københavns Idrætspark, Denemarken Toeschouwers: 19.000 Scheidsrechter: Willy Peters (GER) |
| 15 juni Toernooi 50-jarig jubileum Deense voetbalbond № 116 «onderlinge duels» 19:00 uur (UTC+1) | Eigil Thielsen 16' (pen.) Kaj Hansen 35', 58' Helmuth Søbirk 42', 54' |       |         | Københavns Idrætspark, Denemarken Toeschouwers: 19.000 Scheidsrechter: Willy Peters (GER) |

|                                                                      |                                       |       |                            |                                                                                    |
| 20 juli Vriendschappelijk № 117 «onderlinge duels» 19:00 uur (UTC+2) | Finland                               | 2 – 3 | Italië                     | Olympisch Stadion, Helsinki Toeschouwers: 15.547 Scheidsrechter: Ivan Eklind (SWE) |
| 20 juli Vriendschappelijk № 117 «onderlinge duels» 19:00 uur (UTC+2) | Aatos Lehtonen 21' Kurt Weckström 41' |       | 12', 28', 84' Silvio Piola | Olympisch Stadion, Helsinki Toeschouwers: 15.547 Scheidsrechter: Ivan Eklind (SWE) |

|                                                                         |                                                                             |       |                                       |                                                                                      |
| 4 augustus Vriendschappelijk № 118 «onderlinge duels» 19:00 uur (UTC+2) | Finland                                                                     | 4 – 2 | Estland                               | Olympisch Stadion, Helsinki Toeschouwers: 6.154 Scheidsrechter: Arvīds Jurgens (LAT) |
| 4 augustus Vriendschappelijk № 118 «onderlinge duels» 19:00 uur (UTC+2) | Yrjö Kylmälä 48' Yrjö Kylmälä 66' Yrjö Kylmälä 78' Pentti Eronen 88' (pen.) |       | 9' Heinrich Uukkivi 52' Leonhard Kass | Olympisch Stadion, Helsinki Toeschouwers: 6.154 Scheidsrechter: Arvīds Jurgens (LAT) |

|                                                                                     |                   |       |                          |                                                                                   |
| 3 september Noords Kampioenschap 1937/47 № 119 «onderlinge duels» 17:00 uur (UTC+2) | Finland           | 1 – 2 | Noorwegen                | Olympisch Stadion, Helsink Toeschouwers: 8.729 Scheidsrechter: Rudolf Eklöw (SWE) |
| 3 september Noords Kampioenschap 1937/47 № 119 «onderlinge duels» 17:00 uur (UTC+2) | Pentti Eronen 63' |       | 7', 60' Torkild Andersen | Olympisch Stadion, Helsink Toeschouwers: 8.729 Scheidsrechter: Rudolf Eklöw (SWE) |

|                                                                                      | |       |                      |                                                                                          |
| 17 september Noords Kampioenschap 1937/47 № 120 «onderlinge duels» 13:30 uur (UTC+1) | Denemarken | 8 – 1 | Finland              | Københavns Idrætspark, Denemarken Toeschouwers: 20.000 Scheidsrechter: Ivan Eklind (SWE) |
| 17 september Noords Kampioenschap 1937/47 № 120 «onderlinge duels» 13:30 uur (UTC+1) | Arno Nielsen 24' Oskar Theisen 39', 40', 89' Ragnar Lindbäck 48' (e.d.) Pauli Jørgensen 67' Svend Albrechtsen 77' Helmuth Søbirk 87' |       | 69' Holger Granström | Københavns Idrætspark, Denemarken Toeschouwers: 20.000 Scheidsrechter: Ivan Eklind (SWE) |

|                                                                           |         |                                              |         |                                                                                  |
| 24 september Vriendschappelijk № 121 «onderlinge duels» 14:00 uur (UTC+2) | Finland | 0 – 3                                        | Letland | Olympisch Stadion, Helsinki Toeschouwers: 4.097 Scheidsrechter: Otto Remke (DEN) |
| 24 september Vriendschappelijk № 121 «onderlinge duels» 14:00 uur (UTC+2) |         | 39', 49' Aleksandrs Vanags 60' Fricis Kaņeps |         | Olympisch Stadion, Helsinki Toeschouwers: 4.097 Scheidsrechter: Otto Remke (DEN) |

Finse voetbalbond · A-internationals · Bondscoaches · Statistieken · Fins vrouwenelftal · Olympisch elftal · Finland U21 · Finland U20 · Finland U19 · Finland U18 · Finland U17 · Finland U16
1911 – 1919 ·
1920 – 1929 ·
1930 – 1939 ·
1940 – 1949 ·
1950 – 1959 ·
1960 – 1969 ·
1970 – 1979 ·
1980 – 1989 ·
1990 – 1999 ·
2000 – 2009 ·
2010 – 2019 ·
2020 − 2029
EK 2020
OS 1912 ·
OS 1936 ·
OS 1952 ·
OS 1980
1911 · 
1912 · 
1913 · 
1914 · 
1915 · 1916 · 1917 · 1918 · 
1919 · 
1920 · 
1921 · 
1922 · 
1923 · 
1924 · 
1925 · 
1926 · 
1927 · 
1928 · 
1929 · 
1930 · 
1931 · 
1932 · 
1933 · 
1934 · 
1935 · 
1936 · 
1937 · 
1938 · 
1939 · 
1940 · 
1941 · 
1942 · 
1943 · 
1944 · 
1945 · 
1946 · 
1947 · 
1948 · 
1949 · 
1950 · 
1952 · 
1952 · 
1953 · 
1954 · 
1955 · 
1956 · 
1957 · 
1958 · 
1959 · 
1960 · 
1961 · 
1962 · 
1963 · 
1964 · 
1965 · 
1966 · 
1967 · 
1968 · 
1969 · 
1970 · 
1971 · 
1972 · 
1973 · 
1974 · 
1975 · 
1976 · 
1977 · 
1978 · 
1979 · 
1980 · 
1981 · 
1982 · 
1983 · 
1984 · 
1985 · 
1986 · 
1987 · 
1988 · 
1989 · 
1990 · 
1991 · 
1992 · 
1993 · 
1994 · 
1995 · 
1996 · 
1997 · 
1998 · 
1999 · 
2000 · 
2001 · 
2002 · 
2003 · 
2004 · 
2005 · 
2006 · 
2007 · 
2008 · 
2009 · 
2010 · 
2011 · 
2012 · 
2013 · 
2014 · 
2015 · 
2016 · 
2017 · 
2018 ·
2019 ·
2020
Albanië ·
Algerije ·
Andorra ·
Armenië ·
Azerbeidzjan ·
Bahrein ·
Barbados ·
België ·
Bermuda ·
Bolivia ·
Bosnië en Herzegovina ·
Brazilië ·
Bulgarije ·
Canada ·
Chili ·
China ·
Colombia ·
Costa Rica ·
Cyprus ·
Denemarken ·
DDR ·
(West-)Duitsland ·
Ecuador ·
Egypte ·
Engeland ·
Estland ·
Faeröer ·
Frankrijk ·
Georgië ·
Griekenland ·
Honduras ·
Hongarije ·
Ierland ·
IJsland ·
India ·
Irak ·
Israël ·
Italië ·
Japan ·
Jemen ·
Joegoslavië ·
Jordanië ·
Kameroen ·
Kazachstan ·
Koeweit ·
Kosovo ·
Kroatië ·
Letland ·
Liechtenstein ·
Litouwen ·
Luxemburg ·
Maleisië ·
Malta ·
Marokko ·
Mexico ·
Moldavië ·
Montenegro ·
Nederland ·
Noord-Ierland ·
Noord-Korea ·
Noord-Macedonië ·
Noorwegen ·
Oekraïne · 
Oman ·
Oostenrijk ·
Peru ·
Polen ·
Portugal ·
Qatar ·
Roemenië ·
Rusland ·
San Marino ·
Saoedi-Arabië ·
Schotland ·
Servië ·
Servië en Montenegro ·
Singapore ·
Slovenië ·
Slowakije ·
Sovjet-Unie ·
Spanje ·
Thailand ·
Trinidad en Tobago ·
Tsjechië ·
Tsjecho-Slowakije ·
Tunesië ·
Turkije ·
Uruguay ·
Verenigde Arabische Emiraten ·
Verenigde Staten ·
Wales ·
Wit-Rusland ·
Zuid-Korea ·
Zweden ·
Zwitserland
België (2021) · 
Denemarken (2021) · 
Rusland (2021)
België · Bulgarije · Denemarken · Duitsland · Engeland · Estland · Finland · Frankrijk · Griekenland · Hongarije · Ierland · Israël · Italië · Joegoslavië · Letland · Litouwen · Luxemburg · Nederland · Noord-Ierland · Noorwegen · Oostenrijk · Polen · Portugal · Roemenië · Schotland · Spanje · Tsjecho-Slowakije · Turkije · Wales · Zweden · Zwitserland